# چلنج کاپ بنگلادش
چلنج کاپ مسابقه سالانه فوتبال بنگلادش است که بین قهرمانان فصل قبلی لیگ برتر بنگلادش و برندگان جام فدراسیون رقابت می شود.  اگر قهرمان لیگ جام را هم برد، نایب قهرمان جام، حریف را فراهم می‌شود.   باشوندارا کینگز اولین باشگاهی است که این جام را برد و محمدان با اختلاف ۳-۱ شکست داد. 

## تاریخچه

### نسخه افتتاحیه
جام چالش ۲۰۲۴ بنگلادش، همچنین به عنوان چلنج کاپ ۲ بنگلادش شناخته می شود، اولین دوره این رقابت جدید فوتبال هیجان انگیز را رقم زد. این رویداد سالانه قهرمانان فصل قبل لیگ را در مقابل برندگان جام فدراسیون قبلی قرار می دهد.
اولین دوره چلنج کاپ در ۲۲ نوامبر ۲۰۲۴ برگزار شد و باشوندارا کینگز به عنوان قهرمان افتتاحیه ظاهر شد. این مسابقه در استادیوم باشونداراکینگز برگزار شد.
از آنجایی که باشوندارا قهرمان لیگ و جام حذفی شده بود، نایب قهرمان جام فدراسیون، محمدان ، حریف آنها در فینال بود. کینگز با نتیجه ۳-۱ پیروز شد و نام خود را به عنوان اولین برنده جام چالش بنگلادش در کتاب های تاریخ ثبت کرد. 

## نتایج
| سال  | برندگان        | امتیاز | Runners-up | محل برگزاری             | حضور و غیاب | مرجع (های) |
| ---- | -------------- | ------ | ---------- | ----------------------- | ----------- | ---------- |
| ۲۰۲۴ | باشونداراکینگز | ۱-۲    | محمدان     | استادیوم باشونداراکینگز | نامعلوم     | [ ۶ ]      |
| ۲۰۲۵ |                |        |            |                         |             |            |

## همچنین ببینید
- جام فدراسیون
- جام استقلال
- سوپر جام بنگلادش
- لیگ برتر بنگلادش
- لیگ قهرمانی بنگلادش

## مراجع
1. ↑  "BFF drops two football competitions for next season". newagebd.net. 2024-08-19. Retrieved 2024-09-08.
2. ↑  "চ্যালেঞ্জ কাপ দিয়ে শুরু হবে নতুন ফুটবল মৌসুম". www.dailyinqilab.com (به بنگالی). 2024-08-19. Retrieved 2024-09-08.
3. ↑  "হচ্ছে না স্বাধীনতা কাপ ও সুপার কাপ; পিছিয়ে যাচ্ছে মৌসুম!". www.offsidebangladesh.com (به بنگالی). 2024-08-19. Retrieved 2024-09-08.
4. ↑  "Challenge Cup Football: Bashundhara Kings clinch season's first title beating Mohammedan SC 3-1". www.unb.com.bd. 22 November 2024. Retrieved 13 January 2025.
5. ↑  "Challenge Cup Football: Bashundhara Kings clinch season's first title beating Mohammedan SC 3-1". www.unb.com.bd. 22 November 2024. Retrieved 10 December 2024.
6. ↑  "Challenge Cup Football: Bashundhara Kings clinch season's first title beating Mohammedan SC 3-1". www.unb.com.bd. 22 November 2024. Retrieved 22 November 2024.

الگو:National football Supercups (AFC region)